# گئورگ وارزوف
گئورگ وارزوف (انگلیسی: Georg Warsow؛ زادهٔ ۲۲ سپتامبر ۱۸۷۷) دوچرخه‌سوار اهل آلمان است.